# لوتشا أندرجروند
لوتشا أندرجروند بالإنجليزية Lucha Underground هو عبارة عن مسلسل تلفزيوني و اتحاد مصارعة محترف ومسلسل درامي يتم انتاجه من قبل شركة يوناتيد ارتست ميديا جروب التابعة لشركة مترو غولدوين ماير احدي شركات مؤسسة ترنار للاعلام. يتم بث السلسلة الأسبوعية باللغة الإنجليزية على شبكة إيل راي وتم بثها مسبقًا باللغة الإسبانية على شبكة اوني ماس UniMás ‏ . تعرض السلسلة مجموعة من المصارعين من الاتحادات الأمريكية المستقلة المختلفة ومجموعة من مصارعي اتحاد لوتشا ليبري تربل إيه ورلد وايد (AAA) الذي يعد أكبر اتحاد للمصارعة في المكسيك. تمتلك شركة AAA أيضًا نسبة من اتحاد لوتشا اندرجروند Lucha Underground.
تم عرض المسلسل لأول مرة مع موسمه الأول علي التلفاز في يوم الأربعاء الموافق الـ29 من أكتوبر لعام 2014، والذي استمر لمدة 39 حلقة بحيث تم بث اخر حلقة من الموسم الأول في يوم الأربعاء الموافق الـ5 من أغسطس 2015. بدأ بث الحلقة الاولي الموسم الثاني من عروض لوتشا اندرجروند يوم الأربعاء الموافق الـ27 من يناير لعام 2016 وقبل تسجيل الحلقة الأخيرة للموسم الثاني من عروض لوتشا اندرجروند تم الإعلان عن عودة عروض اللوتشا اندرجروند مع الموسم الثالث وتم بث اخر حلقة من الموسم الثاني في يوم الأربعاء الموافق الـ20 من يوليو لعام 2016. وتم عرض الموسم الثالث من عروض اتحاد لوتشا اندرجروند لأول مرة علي التلفاز يوم الأربعاء الموافق الـ7 من سبتمبر لعام 2016 وتم بث اخر حلقة منه في يوم الأربعاء الموافق الـ18 من أكتوبر لعام 2017 .
و تم الإعلان أيضًا أن العروض ستكون متاحة للشراء على متجرآي تيونز الخاص بشركة أبل.
في الأول من فبراير لعام 2017، وقعت شركة لوتشا اندرجروند صفقة مع منصة الرائدة في مجال البث عبر الإنترنت نيتفليكس Netflix وهذا لبث العروض في الولايات المتحدة وكندا؛ وبالتالي أصبح أول موسمين من عروض الاتحاد متاحًا للبث على الخدمة بدءاً من يوم الأربعاء الموافق الـ15 من مارس لعام 2017. و تم عرض الموسم الرابع للمرة الأولى علي التلفاز في يوم الأربعاء الموافق الـ13 من يونيو لعام 2018 وتم بث اخر حلقة من الموسم الرابع علي التلفاز في يوم الأربعاء الموافق الـ7 من نوفمبر لعام 2018 . ومنذ ذلك الوقت لن يتم الإعلان هل هناك موسم خامس ام لا.

## التاريخ
في شهر يناير من عام 2014، تم الإعلان عن أن المنتج مارك بورنيت من شركة وان ثري ميديا سيتعاون مع روبرت رودريغيز من شبكة إيل راي (هي احدي الشبكات المكسيكة التي تهتم بالثقافة اللاتينية في أمريكا الشمالية) لإطلاق برنامج تلفزيوني أسبوعي لمدة ساعة في الولايات المتحدة في النصف الثاني من العام؛ سيكون العرض تابعًا للاتحاد المكسيكي لوتشا ليبري تربل إيه ورلد وايد (AAA). في يوليو 2014، أطلق على البرنامج اسم لوتشا: ابريسينج Lucha: Uprising لكن الاسم لم يعجب المنتجين لذلك. في أغسطس من عام 2014، تمت إعادة تسمية العرض باسمه الحالي لوتشا اندرجروند Lucha Underground ، وأُعلن عن انضمام خمسة مصارعين من اتحاد AAA إلى العروض، وهم بلو ديمون جونيور وسيكسي ستار وراي فينيكيس ودراجو وبينتاجون جونيور. تم الإعلان علي انه سيتم تسجيل العرض أمام الجمهور المباشر في قاعة تسمي بالمعبد أو معبد اللوتشا في مدينة بويل هايتس كاليفورنيا وتم تسجيل أول عرضمن عروض الاتحاد في يوم السبت لموافق الـ 6 من سبتمبر لعام 2014.
تم عرض المسلسل لأول مرة علي التلفاظ في يوم الأربعاء الموافق الـ 29 من أكتوبر من عام 2014، على شبكة إيل راي حيث يتم بثه الساعة 8:00   مساءاً بالتوقيت الشرقي للولايات المتحدة بتعليق باللغة الإنجليزية،  وتم بثه بتعليق باللغة الاسبانية في يوم السبت الأول من نوفمبر لعام 2014، على قناة يوني ماس UniMás ‏ حيث تم بثه الساعة 4:00 مساءاً بالتوقيت الشرقي للولايات المتحدة. على عكس اتحادات المصارعة الاخري تظهر عروض لوتشا أندرجروند كلها في مجملها دون إعلانات تجارية، باستثناء عروض أزتيك وارفير Aztec Warfare ، التي تدوم طوال لمدة ساعة أي طول مدة البرنامج.
فاز المصارع جوني موندو أول نزال حدث الرئيسي في الحلقة الأولى للبرنامج التي تم بثه يوم الأربعاء الموافق الـ 29 من أكتوبر لعام 2014. في يوم الأربعاء الموافق الـ7 يناير 2015، توج المصارع برنس بوما ليصبح أول بطل للاتحاد عندما فاز بمباراة ازتيك وورفير الأولى. في يوم الأربعاء الموافق الـ22 من أبريل لعام 2015، توج أنجليكو وإيفيلس و سان اوف هافوك ليصبحوا أول أبطال لوتشا أندر جراوند للفرق عندما فازوا في نهائيات بطولة الفرق الثلاثية. في يوم الأربعاء الموافق الـ 25 من مارس لعام 2015، تم إعلان أن الاتحاد سيعقد أول حدث رئيسي له في أوائل أغسطس 2015 بعنوان ألتيما لوتشا Ultima Lucha الذي يعد بمثابة رايسلمنيا الخاص باتحاد لوتشا اندرجروند. تم تمثيل اتحاد لوتشا أندرجروند في عرض Lucha Libre World Cup لعام 2015 من قِبل المصارعين جوني موندو ومستر اندرسون ومات هاردي كجزء من «فريق لوتشا اندر جروند / TNA» وتقدموا للنهائيات لكن خسروا امام فريق الأحلام المكون من (البرتو أيل باترون وراي مستريو وميزتيزيز) ليحققوا المركز الثاني وايضاً شاركو في«فريق لوتشا اندرجروند/ROH» الذي كان مكون من (موس وبراين كيدج وايه سي اتش) وخسر هذا الفريق امام فريق الأحلام المكون من (البرتو أيل باترون وراي مستريو وميزتيزيز) في الجولة الثانية ولكنهم حققوا المركز الثالث بالفوز علي فريق مكسيكان لاندس المكون من (بلو ديمون جونيور ودكتور واجنر جونيور وإيل سولر)
و في عرض Lucha Libre World Cup عام 2016 شارك كل من جوني موندو، براين كيدج، وتشافو غريرو جونيور كـ «فريق لوتشا اندرجروند» حيث حققوا اللقب
وفي عرض Lucha Libre World Cup لعام 2017 شارك كل من (إيرو ستار ودراغو) فريق لوتشا اندرجروند المكسيك وخسرا امام فريق التي ان ايه المكون من (دي جي زي واندرو افريت) في الدور الأول بينما شكل فريق (سان اوف هافوك ومارتي مارتينز) فريق لوتشا الولايات المتحدة وخسروا امام فريق نوا اليابان المكون من (هاي 69 وتايجي أشيموري) في الدور الأول
في يوم السبت الموافق الـ4 من يوليو لعام 2015، أعلن الاتحاد عن شراكة مع اتحاد انترناشونال ريسلينج سينديكات (IWS) الكندي. في يوم الاثنين الموافق الـ 21 من سبتمبر لعام 2015، تم إعلن الاتحاد ان عروض اللوتشا اندرجروند ستعود مع موسمها الثاني. بدأت التسجيلات الأولى للموسم الثاني في يوم السبت الموافق الـ 14 من نوفمبر لعام 2015، وبدأت بثها لأول مرة علي التلفاز في يوم الأربعاء الموافق الـ27 من يناير لعام 2016.
قبل تسجيل العرض الأخير من الموسم الثاني من عروض الاتحاد، أعلن كبار ممثلي الإنتاج الخاصين بالاتحاد أن عرض اللوتشا اندرجروند ستعود مع موسمها الثالث وبعد بث حلقة واحدة من الموسم الثاني. قامت شبكة إيل راي بتاكيد الإعلان بشكل رسمي في يوم الاثنين الموافق الأول من فبراير لعام 2016. 
في عام 2016، عقد الاتحاد أول عرض مباشر لها خارج معبد بويل هايتس تحت اسم Austin Warfare أوستن وارفير في قاعة أوستن ميوزيك هول في مدينة أوستن ، بولاية تكساس الأمريكية، كجزء من مهرجان ساوث باي ساوث واست في نسخته لعام 2016.
في يوم الجمعة الموافق الـ 10 من نوفمبر لعام 2017، تم إعلن الاتحاد ان عروض اللوتشا اندرجروند ستعود مع موسمها الرابع من المقرر أن يبدأ العرض في عام 2018. في شهر فبراير 2018، أعلن اثنان من منتجي العروض وهما إريك فان واجن وكريس دي جوزيف، أن الاتحاد سينتقل موقع تسجيل عروضه من موقعه السابق في بويل هايتس الذي يعرف بأسم المعبد إلى يونيون سنترال كولد ستوريج الذي يعرف بأسم المعبد الثلجي في وسط مدينة لوس أنجلوس. في أوائل عام 2018، وسعت اللوتشا اندرجروند علاقتها مع شراكة عمل مع اتحاد توتال نون ستوب اكشن (TNA). في يوم الجمعة الموافق الـ 6 من أبريل لعام 2018 عقد اتحاد لوتشا اندرجروند عرض خاص مع اتحاد التي ان ايه الذي تم بثه حصرياً عبر قناة التي ان ايه علي منصة البث تويتش تحت اسم TNA VS Lucha Underground والذي حظي بترحيب شديد من معجبي اتحاد لوتشا اندرجروند عبر العالم. وخلال الحدث الذي روجت له بالاشتراك مع اتحاد تي ان ايه، تم بث إعلان تجاري يُعلن فيه أن الموسم الرابع من عروض اللوتشا اندرجروند سيبدأ بثها لأول مرة علي التلفاز في يوم الأربعاء الموافق الـ 13 من يونيو لعام 2018. بعد بث الموسم الرابع، صرح أحد مالكي الاتحاد وهو فان واجنن في نوفمبر 2018 بأنه غير متأكد مما إذا كان الاتحاد سيقيم عروض موسم خامس للعروض ام لا مشيراً إلى مخاوف الميزانية. وقال «إذا قمنا بتعمل موسم خامس، سيكون هذا بمثابة عودة كبيرة لنا. حسنًا، على العديد من المستويات، نحن نتطلع إلى عودة عروض اللوتشا اندرجروند مع موسمها الخامس».

## قائمة
منفصلة: قائمة مصارعي اتحاد لوتشا اندرجروند

## البطولات والانجازات
| أسم البطولة                          | البطل الحالي                                  | عدد مرات حمل اللقب | تاريخ الفوز   | عدد ايام حمل اللقب | الموقع                  | ملاحظات |
| ------------------------------------ | --------------------------------------------- | ------------------ | ------------- | ------------------ | ----------------------- | --- |
| بطولة اللوتشا أندرجروند              | جيك سترونج                                    | 1                  | مارس 18, 2018 | 2590               | بويل هايتس ، لوس أنجلوس | هزم بينتاجون دارك في عرض Ultima Lucha Cuatro .                                                                                     |
| بطولة هبة الآلهة                     | شاغر                                          | -                  | -             | -                  | بويل هايتس ، لوس أنجلوس | تم أخلاء البطولة بسبب أن جيك سترونج صرف البطولة في عرض Ultima Lucha Cuatro لياخذ مباراة علي لقب اللوتشا اندرجروند ضد بينتاجون دارك |
| بطولة لوتشا أندرجروند للفرق الثلاثية | قبيلة الزواحف (داجا، كوبرا مون، وجيرميا سنيك) | 1                  | مارس 9, 2018  | 2599               | بويل هايتس ، لوس أنجلوس | هزموا فريق ماك، كيلشوت، سان اوف هافوك في مباراة ست رجال توريندو في عرض A Snake Scorned .                                           |

### انجازات اخري
| الإنجاز                   | الفائز الأخير                                          | تاريخ الفوز     | الحلقة                                |
| ------------------------- | ------------------------------------------------------ | --------------- | ------------------------------------- |
| حرب الازتيك               | بينتاجون دارك                                          | فبراير 24, 2018 | إيل جيف El Jefe                       |
| كأس كويتو                 | برنس بوما                                              | يونيو 11, 2016  | كأس كويتو The Cueto Cup               |
| معركة الثيران             | ماك                                                    | أبريل 23, 2016  | معركة الثيران The Battle Of The Bulls |
| فرصة فرصة فريدة من نوعها  | سان اوف هافوك                                          | يناير 30, 2016  | ألتيما لوشا دوس Ultima Lucha Dos      |
| دوري بطولة الفرق الثلاثية | إيل دراجون أزتيكا جونيور، برنس بوما وري ميستريو جونيور | يناير 10, 2016  | قفص في قفص Cage In A Cage             |

## الاستقبال
وقد حظيت عروض الاتحاد استقبالاً حسنا من قبل النقاد الرياضين والمشجعين. في موقع IMDb ، تلقى الموسم الأول تقيم 9 من أصل 10. أشاد جون مور، من موقع ProWrestling.net ، بالعروض معلقاً «انه [يعرف] هويتهتم جيداً وان منتجي الاتحاد [نسجوا] معًا عالمًا رائعًا». اكتسبت عروض اللوتشا اندرجروند أيضًا الإشادة والثناء من المواقع الإعلامية مثل Uproxx ، والتي قالت إن عروض لوتشا اندرجروند قدمت أفضل مبارتين مصارعة من أفضل 10 مباريات مصارعة في عام 2015. في عام 2015، وحظيت عروض اللوتشا اندرجروند بالثناء والإشادة في برنامج شبكة إي اس بي ان المعروف بأسم SportsCenter  وفازت بجائزة SoCal Uncensored لعام 2015 لجنوب كاليفورنيا، حيث قامت بأنهاء سلسلة فوز اتحاد برو ريسلينج جوريلا التي دامت لمدة 12 عام متواصل من الفوز بهذه الجائزة.
بالمقارنة مع اتحاد كبير مثل دبليو دبليو إي (WWE)، وصفت مجلة سبورتس اليستريتد عروض الاتحاد بأنه «مختلفة تمامًا»، حيث انها تخلق عروض «مقاربة للعروض السينمائية مع عناصر خارقة للطبيعة وخيال علمي متضمنة أيضًا علم نفس المصارعة وخطوط القصص والسيناريوهات».

## البث
بجانب بث عروض الاتحاد علي قناة إيل راي في الولايات المتحدة يتم بثه علي عدة قنوات في عدة بلدان
| البلد         | الشبكة                    |
| ------------- | ------------------------- |
| كندا          | تيلي لاتينو ‏              |
| فرنسا         | لا تشاين أكشن             |
| ألمانيا       | تيلي فايف ‏ وتي ان تي سيري |
| الهند         | دي سبورت ‏                 |
| اليابان       | فايتينج تي في ساموراي     |
| جنوب شرق آسيا | كيكس                      |

## الدعوى القضائية من قبل كينج كويرنو وبعض المصارعين
في يوم الأربعاء الموافق الـ 6 من فبراير لعام 2019، أفيد بأن خورخي لويس ألكانتار، الذي كان يعمل مع الاتحاد تحت اسم كينغ كويرنو قام برفع دعوى قضائية في كاليفورنيا ضد شبكة إيل راي نتورك وشركة إنتاج Baba-G احدي الشركة المالكة للاتحاد مدعياً في الدعوى التي رفعها ضد الشركة أن عقده مع الاتحاد غير قانوني «أي يصارع معهم بشكل غير قانوني» وقال ان هذا العقد يمنع المصارعين من العمل في «مهنتهم القانونية» من خلال تقييدهم من العمل مع أي اتحادات اخري أثناء فترة التعاقد مع شركة لوتشا أندرجروند، والتي تدفع فقط لكل حلقة. وصرح ألكانتار أن هذا عادة ما يكون أقل من 1000 دولار مقابل الظهور الواحد وهو يؤكد انه كسب حوالي 4000 دولار فقط في السنة من اجمالي مشاركته في العروض وهذا لا يغطي نفاقته حتي. وكشف محامي ألكانتار أيضًا أنه رفع دعوى جماعية ضد شركة لوتشا أندرجروند وممثليها بسبب العقود التي يدعي بأنها غير قانونية بموجب قانون كاليفورنيا. وانضم إليه مصارعون آخرون مثل إيفيليس فيليز وجوي ريان وميليسا سرفانتس في دعوى جماعية، سعياً لإبطال عقودهم وجاء حكم المحكمة لصالحهم وتم تسريحهم من عقودهم ليصبحوا مصارعين احرار.

## روابط خارجية
- لوتشا أندرجروند على موقع IMDb (الإنجليزية)
- لوتشا أندرجروند على موقع روتن توميتوز (الإنجليزية)
- لوتشا أندرجروند على موقع كينوبويسك (الروسية)
- لوتشا أندرجروند على موقع قاعدة بيانات الفيلم (الإنجليزية)
- الموقع الرسمي
- صفحة الـلوتشا أندرجروند علي موقع MGM